# وارين لوتون
وارين لوتون (بالإنجليزية: Warren Lawton)‏ هو منافس ألعاب قوى أسترالي، ولد في 23 مارس 1966 في Augathella ‏ في أستراليا.

## روابط خارجية
- وارين لوتون على موقع النتائج التاريخية لألعاب القوى الأسترالية (الإنجليزية)